# Lewis Capaldi
Lewis Marc Capaldi, född 7 oktober 1996 i Glasgow, är en skotsk sångare-låtskrivare. Capaldi hade framgång hos en bredare publik under 2018, och 2019 blev hans singel "Someone You Loved" nummer ett på UK Singles Chart. 
Den 18 februari 2019 meddelades att hans debutalbum, Divinely Uninspired to a Hellish Extent, skulle släppas den 17 maj 2019. Capaldis andra album Broken by Desire to Be Heavenly Sent släpptes den 19 maj 2023, innehållandes bland annat hitsingeln "Forget Me".

## Biografi

### Uppväxt och bakgrund
Capaldi föddes i Glasgow men växte huvudsakligen upp i Bathgate i West Lothian. Han lärde sig spela gitarr när han var nio, och inledde sin musikkarriär i 12-årsåldern med att sjunga på pubar. Han släppte sin debutskiva, Bloom EP, den 20 oktober 2017 i ett samarbete med Grammy Award-vinnande producenten Malay, som länge arbetat ihop med Frank Ocean.
Capaldi rönte framgång genom att ladda upp inspelningar av sig själv i sitt sovrum, vilka upptäcktes av managern Ryan Walter. Den 31 mars 2017 släppte han sin första låt, "Bruises". Låten hade snart därefter spelats nära 28 miljoner gånger på Spotify världen över, vilket gjorde honom till den osignade artist som snabbast någonsin nått över 25 miljoner spelningar på plattformen. Strax därefter skrev han på kontrakt med skivbolagen Virgin EMI Records och Capitol Records.

### Högre kändisfaktor och europaturné (2017-2018)

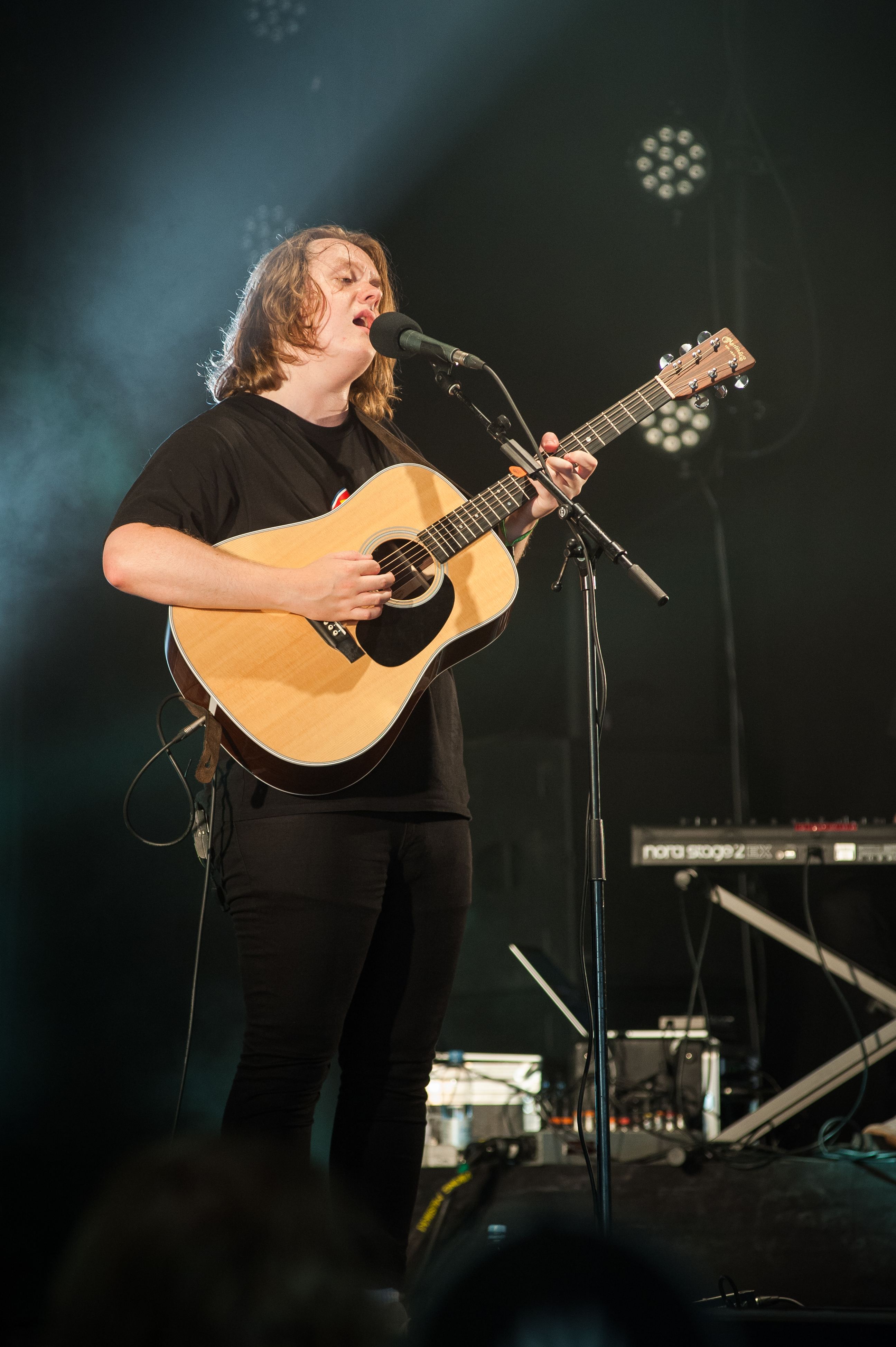
Capaldi på Ilosaarirock i Joensuu, Finland, 2018.

I slutet av 2017 listades Capaldi av Vevo DSCVR bland deras "Artists to Watch 2018". Han var också med på första listan till BBC Music Sound of 2018.
Capaldi var förband åt Rag'n'Bone Man på hans europaturné i november 2017, och åt Milky Chance på deras nordamerikanska del av Blossom-turnén i januari 2018. Han drog till sig uppmärksamhet från kändisar som Chloë Grace Moretz, Kygo, James Bay, Ellie Goulding och Niall Horan. Horan bjöd in Capaldi att öppna för honom under två shower på sin Flicker World Tour; på Glasgow SEC Armadillo i mars 2018. I maj 2018 följde Capaldi med Sam Smith på hans The Thrill of It All European Tour, och var förband åt Smith under 19 gig. Därefter tillkännagav han att han skulle ut på en ny turné  runtom Storbritannien och övriga Europa, på scener med kapacitet för 2000 i publiken. 
Den 13 juli 2018 blev Capaldi en av BBC Radio 1:s "Brit List", vilket garanterade honom tre Radio 1-spellistor. I augusti 2018 bjöd det irländska indierockbandet Kodaline in Capaldi som deras förband på en konsert i Belfast. Utöver detta var Capaldi med på många festivaler under sommaren 2018, inklusive: Lollapolooza, Bonnaroo, Firefly, Mountain Jam, Osheaga, Reading & Leeds Festival, Rize och TRNSMT.

### Breachoch BRIT Award nominering
Capaldis andra EP-skiva Breach släpptes den 8 november 2018, och innehåller de tidigare släppta singlarna "Tough" och "Grace", tillsammans med den nya låten "Someone You Loved" och en demo-version av "Something Borrowed". 
Den 14 november 2018 framförde Capaldi en cover av Lady Gaga's "Shallow" från A Star Is Born live på BBC Radio 1s Live Lounge. Hittills har Capaldi varit ute på fyra på varandra följande turnéer och under sina första 10 månader av turnerande sålde han 60 000 headlinebiljetter. Han är nu förband åt Bastille på deras 2019 turné "Still Avoiding Tomorrow". 
Capaldi nominerades till Brit Critics 'Choice Award 2019, tillsammans med Mahalia och vinnaren Sam Fender.

## Diskografi

### Studioalbum
| Titel                                   | detaljer                                                                               |
| --------------------------------------- | -------------------------------------------------------------------------------------- |
| Divinely Uninspired to a Hellish Extent | - Släppt: 17 maj 2019 - Skivbolag: Virgin EMI - Format: CD, digital nedladdning        |
| Broken by Desire to Be Heavenly Sent    | - Släppt: 19 maj 2023 - Skivbolag: Virgin EMI - Format, CD, Vinyl, digital nedladdning |

### EP
| Titel  | detaljer                                                                        |
| ------ | ------------------------------------------------------------------------------- |
| Bloom  | - Släppt: 20 oktober 2017 - Skivbolag: Virgin EMI - Format: Digital nedladdning |
| Breach | - Släppt: 8 november 2018 - Skivbolag: Virgin EMI - Format: Digital nedladdning |

## Utmärkelser och nomineringar
| Year | Organisation                      | Kategori/Utmärkelse            | Artistroll | Resultat   |
| ---- | --------------------------------- | ------------------------------ | ---------- | ---------- |
| 2017 | Scottish Alternative Music Awards | Best Acoustic Act              | Sig själv  | Vinst      |
| 2017 | Scottish Music Awards             | Best Breakthrough Artist Award | Sig själv  | Vinst      |
| 2018 | BBC                               | Sound of 2018                  | Sig själv  | Inkluderad |
| 2018 | Great Scot Awards                 | Breakthrough                   | Sig själv  | Vinst      |
| 2018 | Forth Awards                      | Rising Star Award              | Sig själv  | Vinst      |
| 2019 | Brit Awards                       | Critics' Choice Award          | Sig själv  | Nominering |
| 2019 | MTV                               | Brand New for 2019             | Sig själv  | Vinst      |